# It Will Rain
It Will Rain – piąty singel amerykańskiego piosenkarza Bruno Marsa. Utwór pojawił się na oficjalnym soundtracku do filmu Saga Zmierzch: Przed Świtem. Część 1. Został wydany 27 września 2011 przez Chop Shop i Elektra.